# يوم تأسيس آزاد كشمير
يوم تأسيس كشمير آزاد (بالأردوية: یوم تاسیس آزاد کشمیر)‏، هو عيد وطني في باكستان في 24 أكتوبر من كل عام، للاحتفال بذكرى تأسيس ولاية آزاد كشمير في 24 أكتوبر عام 1947.